# RealPlayer
RealPlayer（リアルプレーヤー）は、アメリカ合衆国のリアルネットワークスが開発したメディアプレーヤーである。RealMediaファイル（RealVideo、RealAudio）の他にMP3やQuickTime、Windows Media など、50種類以上のメディアファイルに対応している。

## 歴史
- 1995年4月に、ストリーミングを再生できるメディアプレーヤーとして、RealAudio Playerとしてデビュー[3]。
- バージョン6では名称が「RealPlayer G2」となっている。
- 2000年8月31日に、バージョン8（日本語版）を公開[4]。名称は「RealPlayer 8」[4]。
- バージョン9 では、これまでの RealPlayerシリーズの欠点だった動作の鈍重さと安定性が劇的に向上し、UIも大きく変わった。同時にRealJukebox（パソコンをジュークボックスのように利用するためのソフトウェア。音楽CDのリッピングなども付属していた。）を統合した。名称は「RealOne Player」となった。
- 2004年4月7日（日本語版の日付）に、バージョン10 を公開。主な変更点は、CDの書き込み速度を30%向上、RealVideo 10やRealAudio 10の品質改善など。名称は旧来の形式に戻った (RealPlayer 10)。バージョン10.5 には、ファイル名に特定の2バイトコードが存在すると再生できないという不具合がある。
- 2007年11月15日に、新機能を多く搭載し、UIを刷新したバージョン11 の日本語版を公開。Flash Video のサポートとビデオのダウンロード、DVD書き込み機能を搭載した[5]。ニコニコ動画やYouTubeの動画をダウンロードすることができるようになった。
- 2008年1月31日に、消費者団体 StopBadware.org（英語版） が「RealPlayer 10.5」と「RealPlayer 11」をバッドウェアであると認定した[6]。しかし、同年4月3日に、同団体はこれらのバッドウェア認定を解除した[7]。
- 2009年8月20日に、RealPlayer SPの日本語版を公開[8]。以前のバージョンでは、近年多いHD動画をダウンロードしても、METAファイルという独自の拡張子に変換され再生不可能だった。SPの場合、HD動画は、MPEG-4ファイルに変換される。ただし、RealPlayerで再生したい場合はアップグレードかコーデックが必要である。
- 2010年10月29日に、バージョン14（日本語版）を公開[9]。名称からSPが取れた[9]。
- バージョン15（Windows版）、機能追加。動画ダウンロード、ファイル形式変換、編集（トリミング）、画像スライドショー、Facebookへ写真を投稿。
- 2013年12月20日にRealPlayerはRealPlayer Cloudに統一されiCloudとの連携に特化した仕様となった。それ以外の機能は大幅に簡素化されオーディオCDからMP3などのエンコード時のビットレート数も96kbpsまでとなった。そのため全機能を使う場合には有料ソフトにアップグレードが必要となった。
- 2020年6月3日に発表されたRealPlayer20では、基本機能は継承しつつも画面テーマが一新された。特にRealDownloaderでは、無償版でのダウンロード制限が5メガヒットから10メガビット（毎秒）に引き上げられ、実効速度は倍以上になった。一方でRealMediaHDへの自動コンバート機能は利用できなくなった。同形式へのコンバートを行うには、同梱のRealPlayer Converterを別途使用する必要がある。

## サポート規格
- RealMedia
  - RealAudio (.ra, .rm)
  - RealVideo (.rm, .rv, .rmvb)
  - RealMediaHD (.rmhd)
  - RealPix (.rp)
  - RealMedia Shortcut (.ram, .rmm)
  - RealText (.rt)
- ストリーミング
  - RealTime Streaming Protocol (rtsp://)
  - Progressive Networks Streaming Protocols (pna://, pnm://)
  - Microsoft Windows Media Streaming Protocol (mms://)
  - Real Scalable Multicast (.sdp)
  - Synchronized Multimedia Integration Language (.smil, .smi)
- オーディオ
  - MP3 (.mp3, .mp2)
  - 音楽CD (.cda)
  - WAV (.wav)
  - WMA (.wma)
  - AAC/aacPlus (.aac, .m4a, .m4b, .mp4, .acp, .m4p)
  - Apple Lossless (.m4a, .mov)
  - AIFF (.aif, .aiff)
  - AU (.au)
  - Panasonic AAC (.acp)
- ビデオ
  - DVD-Video (.vob)
  - MPEG (.mpeg, .mpe, .mpg 等)
  - AVI (.avi, .divx)
  - Windows Media Video (.wmv)
  - QuickTime (.mov, .qt)
  - Adobe Flash (.swf)
  - Flash Video (.flv) バージョン11から対応
    - AVI/Windows Media/QuickTime/Adobe Flash/DivX は、それぞれ個別にインストールしてコーデックを入手する必要がある。
- プレイリスト (.m3u, .pls, .rpl, .xpl)
- グラフィック
  - Windows bitmap (.bmp)
  - JPEG (.jpg, .jpeg)
  - GIF (.gif 等)
  - PNG (.png)

## エディション

### RealPlayer (RealTimes)
- for Windows 8.1 Update, 10 : 基本/Basicプラン（無料）とPremiumプラン（月額課金）がある。
- RealTimes for Mac : 無料（配布終了）、有料（Mac App Store）。OS X v10.9以降対応。
- RealTimes for iPad, iPhone : 無料。iOS 8.0 以降対応。
- RealTimes for Android : Android 4.4 以上対応。

### RealPlayer Plus
Windows 7以降に対応。有料。プレミアム機能が利用できる。

### RealPlayer M
音楽配信サービス付きプレミアムプレーヤー。新規申込受け付けを停止中。

### RealPlayer Cloud
Windowsストアアプリ。無料。RealCloud。アカウント設定方法。